# Johannes Brenner
Johannes Brenner (né le 16 janvier 1906 à Mäo à l'époque dans l'Empire russe et aujourd'hui en Estonie, et mort le 9 septembre 1975 dans la même ville) est un joueur de football international estonien, qui évoluait au poste d'attaquant.

## Biographie

### Carrière en club
Johannes Brenner joue en faveur du Tallinna Kalev et du Tallinna JK. Il remporte au cours de sa carrière trois titres de champion d'Estonie.

### Carrière en sélection
Johannes Brenner reçoit 16 sélections en équipe d'Estonie entre 1923 et 1930, inscrivant quatre buts.
Il joue son premier match en équipe nationale le 24 juin 1923, en amical contre la Lituanie (victoire 0-5 à Kaunas). Il marque son premier but le 18 septembre 1929, en amical contre la Lettonie (victoire 4-1 à Tallinn).
Il inscrit à nouveau un but en amical contre la Lettonie le 27 juin 1930 (match nul 1-1 à Tallinn). Par la suite, le 6 août 1930, il est l'auteur d'un doublé contre la Finlande (victoire 4-0 à Tallinn en amical). Il reçoit sa dernière sélection le 15 août 1930, lors d'un match de Coupe baltique contre la Lituanie (victoire 2-1 à Kaunas).
Il participe avec l'équipe d'Estonie aux Jeux olympiques de 1924. Lors du tournoi olympique organisé à Paris, il ne joue aucun match.

## Palmarès
| Tallinna Kalev - Championnat d'Estonie (1) : - Champion : 1923. |  | TJK - Championnat d'Estonie (2) : - Champion : 1926 et 1928. - Vice-champion : 1927 et 1929. |